# 350 nm 공정
350 nm(나노미터) 공정 또는 0.35 µm(마이크로미터) 공정은 인텔 및 IBM과 같은 선도적인 반도체 기업들이 1995년~1996년경에 달성한 반도체 제조 기술 수준이다.

## 예시
- SGS-톰슨 5LM[1]

## 350nm 제조 공정을 특징으로 하는 제품
- MTI VR4300i (1995), 닌텐도 64 게임 콘솔에 사용.
- 인텔 펜티엄 (P54CS, 1995), 펜티엄 프로 (1995) 및 초기 펜티엄 II CPU (클래머스, 1997).
- AMD K5 (1996) 및 오리지널 AMD K6 (모델 6, 1997) CPU.
- МЦСТ-R150 (2001).
- 패럴랙스 프로펠러 (2006), 8코어 마이크로컨트롤러.[2]
- 아트멜 ATmega328, 아두이노 우노에 사용.[3][4]
- 엔비디아 리바 128 (1997) GPU